# Maple Leaf Rag
«Maple Leaf Rag» («Рэгтайм Кленового Листа»; авторское право зарегистрировано 18 сентября 1899 года) — одна из первых рэгтайм-композиций Скотта Джоплина для фортепиано. Она стала образцом для других, будущих рэгтайм-композиций. Это одно из самых известных произведений в стиле рэгтайм. Именно за это произведение современники окрестили Джоплина «Королем Рэгтайма». «Рэгтайм Кленового листа» дал Джоплину стабильный, хотя и не впечатляющий доход на всю оставшуюся жизнь.
Несмотря на упадок рэгтайма после смерти Джоплина в 1917 году, «Рэгтайм Кленового Листа» продолжал записываться многими известными музыкантами. Возрождение рэгтайма 1970-х годов вновь вернуло его к широкому общественному интересу.

## История создания
«Рэгтайм Кленового Листа» связан с городом Седейлия (штат Миссури), хотя нет никаких свидетельств того, что Джоплин имел постоянное место жительства до 1904 года. Джоплин прибыл в Седалию в 1894 году в качестве гастролирующего музыканта и остался с семьей Артура Маршалла, который позже стал одним из учеников Джоплина и композитором рэгтайма сам по себе. Джоплин играл в качестве сольного музыканта на танцах и в главных черных клубах в Седалии, среди которых был «Клуб Кленового Листа». Возможно, что рэгтайм назвали в честь этого клуба, хотя нет прямых доказательств, подтверждающих эту связь, и в то время было много других возможных источников для названия в Седалии и вокруг неё.
Хотя ко времени публикации «Рэгтайма Кленового Листа» были напечатаны сотни других рэгтаймов, Джоплин не сильно отставал. Его первым опубликованным рэгтаймом был «Оригинал» (март 1899 г.). «Рэгтайм Кленового Листа» был уже известен в Седалии до его публикации в 1899 году; композитор и пианист Брун Кэмпбелл утверждал, что видел рукопись произведения в 1898 году или около того. До публикации Джоплин ожидал, что произведение будет успешным — он сказал Артуру Маршаллу, что «Кленовый лист сделает меня королем композиторов рэгтайма».
Точные обстоятельства, которые привели к публикации «Maple Leaf Rag», неизвестны, и существуют версии этого события, которые противоречат друг другу. Обратившись в несколько издательств, 10 августа 1899 года Джоплин подписал контракт с Джоном Стиллвеллом Старком на роялти в размере 0,01 доллара США на все продажи тиража при минимальной цене продажи 0,25 доллара. Рэг был опубликован в период с 10 августа по 20 сентября 1899 года, когда Управление авторских прав США получило две копии партитуры.
Рэг был переиздан в 1900 или 1901 году с новой обложкой с зелёным кленовым листом и фотографией Джоплина. В 1903 году Старк выпустил песню с одноимённым названием, аранжировку музыки Джоплина со словами Сидни Брауна.

## Структура
AA BB A CC DD

«Maple Leaf Rag» — это рэгтайм с чертами марша, с мощными басовыми линиями и неординарными мелодиями. Каждая из четырёх частей имеет повторяющуюся тему и плавную басовую линию с обильными септаккордами. Произведение можно считать архетипическим из-за его влияния на жанр; его структура была основой для многих других рэгов, включая «Сенсацию» Джозефа Лэмба.
Он написан более тщательно, чем почти все предыдущие рэги, и синкопирования, особенно при переходе между первым и вторым разделом, были в то время новыми.
Как правило, произведение считается сложным; чтобы успешно исполнить его, нужно иметь очень хорошую координацию в левой руке, особенно для трио, которое включает в себя скачки на две октавы. Когда рэг был впервые опубликован, он считался значительно более сложным, чем обычная Tin Pan Alley и другие рэгтаймы, распространенные в то время.
«Gladiolus Rag», более поздняя композиция Джоплина, является разработанным вариантом «Maple Leaf Rag», демонстрирует растущую музыкальную изощренность Джоплина, и обычно исполняется в несколько более медленном темпе. Кроме того, рэгтаймы Джоплина «Каскады», «Леола» и «Сахарный тростник» были написаны с использованием структуры «Рэгтайма Кленового Листа».
Композиция начинается в тональности ля-бемоль мажор. В трио она модулируется в ре-бемоль мажор, но затем модулируется обратно в ля-бемоль мажор.

## Песня
В 1903 году Старк выпустил песню «Maple Leaf Rag», аранжировку музыки Джоплина со словами Сиднея Брауна. Лирика Брауна рассказывает историю бедного человека из округа Аккомак, штат Вирджиния, который спотыкается в бальном зале, где, несмотря на свое беспокойство по поводу состояния своей внешности, ему удается удивить толпу «Рэгтаймом Кленового Листа». В то время как мужчины завидуют его танцевальным способностям и рисуют свои бритвы, женщины любят его, «лучшая красавица» отправляет экипаж, и они оба уезжают.
Современный композитор рэгтайма Рон О’Делл прокомментировал, что у песни есть общие черты с рэпом, такие как лирические темы, лирика, написанная на афроамериканском народном английском языке того времени, и тот факт, что лирика поется с меньшим мелодическим напряжением музыки.

## Популярность и наследие
1 миллион экземпляров нот были проданы при жизни композитора, что сделало Скотта Джоплина первым музыкантом, который продал 1 миллион копий произведения инструментальной музыки. Первый биограф Джоплина Руди Блеш написал, что в течение первых шести месяцев было продано 75 000 экземпляров нот, и что «Maple Leaf Rag» стал «первым большим инструментальным хитом в Америке». Хотя более поздний биограф Джоплина Эдварда А. Берлина утверждал, что это не так; первый тираж в 400 экземпляров, по его словам ,продавали год.
Также регтайм был популярен в оркестровках для танцевальных коллективов и духовых оркестров в течение многих лет. Джоплину не удалось повторить успех «Рэгтайма Кленового Листа», и ни один из его других известных рэгтаймов (таких как «Артист эстрады») не набрал такой популярности, как «Maple Leaf Rag». Однако, гонорары, полученные от продаж нот, обеспечили Джоплину стабильный доход до конца его жизни.
Вскоре после публикации «Рэгтайма Кленового Листа» начались записи; год спустя лидер группы Уилбур Свитман записал его на цилиндр фонографа, но не сохранилось ни одной известной копии. Первая сохранившаяся запись рэга — это запись военного оркестра США, сделанная в 1906 году.
В то время как Джоплин никогда не делал аудиозапись, его игра сохранена на семи рулонах фортепиано для использования в механических проигрывателях. Все семь рулонов были сделаны в 1916 году. Эдвард А.Берлин предполагает, что к тому времени, когда Джоплин сделал эти записи, он, возможно, испытывал дискоординацию пальцев, тремор и неспособность четко говорить — симптомы сифилиса, болезни, которая унесла его жизнь в 1917 году. Запись «Maple Leaf Rag» на лейбле Aeolian Uni-Record с июня 1916 года была описана неким биографом Блэшем (Blash)  как «шокирующая, неорганизованная и совершенно огорчающая слух». 
Регтайм вышел в сборнике песен «White Star Line» в начале 1900-х годов.
Мелодия продолжала оставаться в репертуаре джаз-бэндов в течение десятилетий, претерпевая небольшие изменения.  В 1930 году регтайм был использован в классическом гангстерском фильме «Публичный враг» . «Maple Leaf Rag» была пьесой Джоплина, которую чаще всего встречали на записях со скоростью 78 об / мин.
В ноябре 1970 года Джошуа Рифкин выпустил запись под названием «Scott Joplin: Piano Rags» на лейбле классической музыки Nonesuch, в качестве первого трека которого был «Maple Leaf Rag». В первый же год было продано 100 000 копий, и в итоге он занял первое место по продажам среди альбомов Nonesuch. Альбом был номинирован в 1971 году на две категории премии Грэмми: Лучшие ноты альбома и лучшее инструментальное исполнение солиста (без оркестра), но на церемонии 14 марта 1972 года Рифкин не выиграл ни в одной категории. В 1979 году Алан Рич из New York Magazine написал, что, дав таким артистам, как Рифкин, возможность записать музыку Джоплина на диск Nonesuch Records, «можно малыми усилиями возродить популярность музыки Джоплина».
«Maple Leaf Rag» до сих пор любим  рэгтайм-пианистами , и о нём говорят, что он «все ещё в печати и все ещё популярен». Поскольку авторское право истекло, композиция находится в свободном доступе. Она появляется в саундтреках к сотням фильмов, мультфильмов, рекламных роликов и видеоигр. В 2004 году канадские радиослушатели признали её 39-й величайшей композицией всех времен.
В своём завещании Джоплин попросил сыграть «Рэгтайм Кленового Листа» на его похоронах. Однако, его жена не позволяла этого, потому что она не знала о просьбе в завещании. Позже она призналась, что сожалеет об этом решении всю свою жизнь.